# Lene Alexandra
Lene Alexandra Øien, född Lene Øien 29 oktober 1981 Trøgstad, Norge, är en norsk sångare och modell.

## Karriär
Lene Alexandra har varit med i Robinsonekspedisjonen på TV3. Hon blev känd när hon deltog i den norska Idoltävlingen utan att ta sig vidare till finalen. Efter detta fick hon snabbt ett skivkontrakt och släppte snart sin första singel "My Boobs are OK" som blev en stor hit. Under 2008 deltog Lene Alexandra i den norska uttagningen till Eurovision Song Contest 2008 - Norsk Melodi Grand Prix 2008 med låten "Sillycone Valley". Hon deltog i den tredje delfinalen i Bodø den 25 januari. Låten tog sig till "Andra chansen" men gick inte till final. "Sillycone Valley" lade sig på 17 plats på Norges singellista under sin första vecka. 2008 vann hon också dansprogrammet Skal vi danse. Lene Alexandra medverkade under 2008 i tv-reklam för ett svenskt nummerupplysningsföretag. Efter succén "My Boobs are OK" försvann Lene Alexandra från media och reste till Spanien och förlovade sig med en bartender. De fick tvillingar tillsammans, som föddes 14 maj 2009, men fyra dagar efter förlossningen bröt paret förlovningen och Lene Alexandra flyttade tillbaka till Norge, utan barnen och ex-pojkvännen.
Lene Alexandra Øien deltog i MGP 2010 vid delfinalen i Ørland inför Eurovision Song Contest 2010 med låten "Prima Donna". Hon missade dock både slutfinal och Siste Sjanse.

## Diskografi
Album
- 2008 – Welcome to Sillycone Valley
- 2010 – Prima Donna
- 2011 – Try To Catch Me

Singlar
| 2007 | "My Boobs are OK"          | 5  | 20 | 100 | 5 | 1 | 14 |
| 2007 | "Hot Boy Hot Girl"         | 16 | 39 | -   | - | - | -  |
| 2008 | "Sillycone Valley"         | 17 | -  | -   | - | - | -  |
| 2008 | "Sexy, Naughty, Bitchy Me" | -  | -  | -   | - | - | -  |
| 2010 | "Prima Donna"              | -  | -  | -   | - | - | -  |